# Gregory Chaitin
Gregory John Chaitin, argentinsko-ameriški matematik in računalnikar, * 15. november 1947, Chicago, Illinois, ZDA.

## Življenje in delo
Chaitin je prispeval na področje algoritemske teorije informacij in metamatematike, še posebej novi izrek o nepopolnosti kot reakcija na Gödlov izrek o nepopolnosti iz leta 1931.
Obiskoval je Bronx High School of Science in Mestni kolidž New Yorka (City College of New York), kjer je še kot najstnik razvil teorije, ki so vodile do njegovega neodvisnega odkritja kompleksnosti Kolmogorova.
Uvedel je Chaitinovo konstanto Ω, realno število, katerega števke so enakomerno porazdeljene, in, ki določa verjetnost, da se bo naključni program ustavil. Konstanto je začel raziskovati zaradi navdušenja nad predhodnim Turingovim delom. Ω ima matematično značilnost, da je določljivo, ne pa tudi izračunljivo.
Njegovo delo iz algoritemske teorije informacij je potekalo vzporedno z delom Kolmogorova.
Chaitin piše tudi o filozofiji, še posebej o metafiziki in filozofiji matematike (o epistemoloških problemih v matematiki). V metafiziki Chaitin trdi, da je algoritemska teorija informacij ključ do reševanja problemov na področju biologije (ki lahko priskrbi formalno definicijo »življenja«, njegov izvor in evolucijo) in  nevrobiologije (problem zavesti in raziskovanje uma). V svojih spisih brani stališče, znano kot digitalna filozofija. V epistemologiji matematike trdi, da odkritja v matematični logiki in algoritemski teoriji informacij kažejo na to, da so »matematična dejstva resnična brez vzroka, da so slučajno resnična. So naključna matematična dejstva.« Predlaga da morajo matematiki opustiti vsakršno upanje dokazovanja takšnih matematičnih dejstev in privzeti kvaziempirično metodologijo.
Barvanje grafov je prvi uporabil pri dodeljevanju registrov pri prevajanju, kar je kot proces znano kot Chaitinov algoritem.
Leta 1995 je prejel doktorat znanosti honoris causa na Univerzi Mainea. Univerza v Buenos Airesu mu je leta 2002 podelila naziv častnega profesorja. V Buenos Airesu sta se rodila njegova starša in sam je tu preživel del svoje mladosti. Je častno upokojeni raziskovalec pri Raziskovalnem središču Thomasa J. Watsona IBM v Yorktown Heightsu, New York, in gostujoči profesor Oddelka za računalništvo Univerze v Aucklandu ter mednarodnega odbora Inštituta kompleksnih sistemov (ISCV, www.iscv.cl).